# Tomorrowland
Tomorrowland és un festival de música electrònica que se celebra anualment en el municipi de Boom (a Bèlgica) des de l'any 2005, organitzat per ID&T, sent un dels festivals del gènere més importants del món, i consta de 15 escenaris, el més important és el Mainstage, que cada any recrea un món fantàstic fins a l'últim detall. El 6 de juny de 2014 Albert Neve es converteix en el primer discjòquei català convidat a Tomorrowland.

## Història
A mitjans de la dècada dels 2000, els germans Manu i Michiel Beers, els quals treballaven en l'empresa holandesa promotora d'esdeveniments ID&T, van tenir la idea de crear aquest festival en un paratge pròxim al municipi de Boom, Bèlgica.
La primera edició del festival es va dur a terme l'11 d'agost de 2005 en l'Àrea Recreativa Provincial DeSchorre, en la comuna i municipi de Boom. En ella van actuar Armin van Buuren, David Guetta, Coone, entre d'altres.
El festival l'organitzava cada any l'empresa holandesa ID&T, fins que, l'any 2013 es va anunciar la compra d'aquesta empresa per part de la promotora d'esdeveniments amb seu a Los Angeles, LiveStyle, de manera que, l'organització de l'esdeveniment, va passar des d'aquest any a LiveStyle directament. Així mateix, els germans Beers, van decidir fundar una empresa (We Are One World), i una fundació (Tomorrowland Foundation), les quals, en conjunt amb LiveStyle, fins avui s'encarreguen d'organitzar aquest festival.
El seu nom —Tomorrowland: La terra de l'endemà en català, els escenaris i l'ambient es troben envoltats d'una decoració que simula un món de màgia i fantasia. El festival en si, ofereix una varietat de subgèneres dins de la música electrònica. Així mateix, consta d'un càmping als afores del recinte del festival, anomenat DreamVille, per a aquells assistents que desitgin allotjar-se el més a prop possible. "DreamVille" ofereix diferents comoditats, ja sigui un lloc on posar la teva pròpia tenda de campanya o una mansió per a un determinat nombre de persones. Afegit a això, l'entrada al DreamVille ofereix poder assistir a "The Gathering", una pre-festa al festival realitzada des del migdia del dijous fins a passada la mitjanit i que sol incloure la participació de dj's presents en el line-up del cap de setmana.
L'any 2020 es va cancel·lar arran de la pandèmia provocada pel SARS-CoV-2 i l'any 2021 l'organització no obtenir els permisos necessaris per poder-lo organitzar arran de la pandèmia del SARS-CoV-2.

## Edicions
| Any  | Imatge                                 | Visitants                              | Dates                                                 | Cartellera | Tema                                   |
| ---- | -------------------------------------- | -------------------------------------- | ----------------------------------------------------- | --- | -------------------------------------- |
| 2005 |                                        | 9.000                                  | 14 d'agost                                            | Push, Armin van Buuren, Cor Fijneman, Yves Deruyter, Technoboy, Coone, David Guetta | —                                      |
| 2006 |                                        | 15.000                                 | 30 juliol                                             | Armin van Buuren, David Guetta, Fred Baker, Zany, Ruthless, Marco Bailey | —                                      |
| 2007 |                                        | 15.000                                 | 28 i 29 juliol                                        | Magnus, Marco Bailey, Shameboy, Jan van Biesen, Roger Sanchez, David Guetta, Headhunterz, Paul van Dyk | —                                      |
| 2008 |                                        | 50.000                                 | 26 i 27 juliol                                        | Carl Cox, David Guetta, Dr. Lektroluv, Yves V, Armin van Buuren, Felix da Housecat | —                                      |
| 2009 |                                        | 90.000                                 | 25 i 26 juliol                                        | Push, Natural Born Deejays, Sash!, Moby, Felix da Housecat, David Guetta, Paul van Dyk | The Masker (Mask)                      |
| 2010 |                                        | 120.000                                | 24 i 25 juliol                                        | David Guetta, Swedish House Mafia, Tara McDonald, Chuckie, Armin van Buuren, Dada Life, Roger Sanchez | Zon (Sun)                              |
| 2011 |                                        | 180.000                                | 22, 23, 24 juliol                                     | Faithless, 2 Many DJs, Carl Cox, Steve Angello, Alex Metric, Quintino, Apster, David Guetta, Swedish House Mafia, Sebastian Ingrosso, Alesso, Tiësto, Avicii, Pryda, Paul van Dyk | The Tree of Life                       |
| 2012 |                                        | 180.000                                | 27, 28, 29 juliol                                     | David Guetta, Steve Aoki, Cazzette, Dimitri Vegas & Like Mike, Swedish House Mafia, Avicii, Afrojack, Above & Beyond, Wildstylez, Hardwell, Paul van Dyk, Carl Cox, Yves V & Felguk, Otto Knows, Ivan Gough & Feenixpawl, Chuckie, Skrillex | The Book of Wisdom                     |
| 2013 |                                        | 180.000                                | 26, 27 i 28 juliol                                    | Axwell, Tiësto, Armin van Buuren, Hardwell, Afrojack, David Guetta, Avicii, Steve Aoki, Nicky Romero, Sebastian Ingrosso, Will Sparks, Dimitri Vegas & Like Mike | The Arising of Life                    |
| 2014 |                                        | 360.000                                | 18, 19, 20 juliol 25, 26, 27 juliol                   | Afrojack, Armin van Buuren, Avicii, David Guetta, Dimitri Vegas & Like Mike, Hardwell, Martin Solveig, Steve Aoki, Tiësto, Skrillex, kygo | The Key to Happiness                   |
| 2015 |                                        | 180.000                                | 24, 25, 26 juliol                                     | 3 Are Legend, Afrojack, Alesso, Armin van Buuren, Avicii, Axwell Λ Ingrosso, Carl Cox, David Guetta, Dimitri Vegas & Like Mike, Hardwell, Oliver Heldens, Steve Aoki, The Symphony of Unity, Tiësto, W&W, DVBBS, Fox Stevenson | The Secret Kingdom of Melodia          |
| 2016 |                                        | 180.000                                | 22, 23, 24 juliol                                     | Dimitri Vegas & Like Mike, Axwell Λ Ingrosso, Martin Garrix, Tiësto, Solomun, Afrojack, Alesso, Steve Aoki, W&W, David Guetta, Armin van Buuren, The Chainsmokers, Don Diablo, Steve Angello, DVBBS, Marshmello, Fox Stevenson | The Elixir of Life                     |
| 2017 |                                        | 400.000                                | 21, 22, 23 juliol 28, 29, 30 juliol                   | Armin van Buuren, Afrojack, Alan Walker, Alesso, Alok, Axwell Λ Ingrosso, David Guetta, Don Diablo, Duke Dumont, Eric Prydz, Fatboy Slim, Yellow Claw, Kölsch, Ferry Corsten, Martin Garrix, Zedd, Paul van Dyk, Oliver Heldens, Solomun, Svenson & Gielen, Tiësto, Tchami, Timmy Trumpet, Steve Aoki, Dimitri Vegas & Like Mike, Nicky Romero, Marshmello, Markus Schulz, Fedde Le Grand, Sander van Doorn, Laidback Luke, Sunnery James & Ryan Marciano, Paul Kalkbrenner, Carl Cox, Cosmic Gate, Gareth Emery, Nina Kraviz, Otto Knows, Marco V, David Gravell, Ørjan Nilsen, Regi, Pete Tong, Aly & Fila, W&W, Lost Frequencies | Amicorum Spectaculum                   |
| 2018 |                                        | 400.000                                | 20, 21, 22 juliol 27, 28, 29 juliol                   | Afrojack, Alan Walker, Alison Worderland, Alok, Aly & Fila, Armin van Buuren, Bad Bunny, Benny Benassi, Brooks, Carl Cox, Cosmic Gate, David Guetta, Dimitri Vegas & Like Mike, Don Diablo, Dua Lipa, Duke Dumont, Eric Prydz, Gaben, Fedde Le Grand, Ferry Corsten, Gareth Emery, Hardwell, Jonas Blue, Kölsch, Laidback Luke, Martin Garrix, Martin Solveig, Marco V, Markus Schulz, Mike Williams, Nicky Romero, Oliver Heldens, Paul van Dyk, Paul Kalkbrenner, Quintino, Otto Knows, Ørjan Nilsen, Pete Tong, Sander van Doorn, Salvatore Ganacci, Solomun, Svenson & Gielen, Steve Aoki, Sunnery James & Ryan Marciano, Tiësto, Tchami x Malaa, Timmy Trumpet, Ummet Ozcan, Vini Vici, W&W, Yellow Claw, Zedd, Lost Frequencies | The Story of Planaxis                  |
| 2019 |                                        | 400.000                                | 19, 20, 21 juliol 26, 27, 28 juliol                   | Afrojack, Alesso, Alok, Armin van Buuren, Bassjackers, Black Coffe, Carl Cox, David Guetta, Da Tweekaz, Dimitri Vegas & Like Mike, DJ Snake, J Balvin, Don Diablo, Fedde Le Grand, KSHMR, Laidback Luke, Maceo Plex, Nicky Romero, Oliver Heldens, Steve Aoki, Tiësto, Timmy Trumpet, The Chainsmokers, W&W, Yves V, 3 Are Legend | The Book of Wisdom, The Return         |
| 2020 | Cancel·lat per la pandèmia de COVID-19 | Cancel·lat per la pandèmia de COVID-19 | Cancel·lat per la pandèmia de COVID-19                | Cancel·lat per la pandèmia de COVID-19 | Cancel·lat per la pandèmia de COVID-19 |
| 2021 | Cancel·lat per la pandèmia de COVID-19 | Cancel·lat per la pandèmia de COVID-19 | Cancel·lat per la pandèmia de COVID-19                | Cancel·lat per la pandèmia de COVID-19 | Cancel·lat per la pandèmia de COVID-19 |
| 2022 |                                        | 650.000                                | 15, 16, 17 juliol 22, 23, 24 juliol 29, 30, 31 juliol | | The Reflection of Love                 |
| 2023 |                                        | 400.000                                | 21, 22 i 23 de juliol 28, 29, 30 de juliol            | AARON HIBELL • AGENTS OF TIME • ALAN DIXON • ALFRED BECK • ALY & FILA • AMÉMÉ • ANDREI STAN • ARMIN VAN BUUREN • ATLIENS • ATMOS & BLANKO • AUDIOWAVE & MC RIM • AZYR • B JONES • BILLX • BYØRN • C-TRACK • CALUSSA • COSMIC GATE • DA TWEEKAZ • DENIS SULTA • DESIREE • DJ HEARTSTRING • DON DIABLO • DYEN • EAGL • FOOTWORXX MILITANT CREW • FRICTION • GEORGIE RIOT B2B CAPTAIN BASS • GIUSEPPE OTTAVIANI PRESENTS HORIZONS • GUILINI • HARDWELL • HENRI PFR • HUGEL • HYPERVERB • HYSTA • JAËL OST & MAGIK • JAMIE LEE SIX & LOUIS XIV • JOHN NEWMAN • K1 B2B ARADIA • KAMAL BANKAY • KARA • KEINEMUSIK (&ME, ADAM PORT, RAMPA) • KÖLSCH • KRIS KROSS AMSTERDAM • LESSSS • MADDIX • MATHAME • MAU P • MAXIM LANY • MISS MONIQUE • MURDOCK • NERVO • NETSKY • NICKY ROMERO • NIFRA • NINA BLACK • NOVAH • NOVAK • OGUZ • OLIVER HELDENS • ÖWNBOSS • PHILOU LOUZOLO • Q DANCE • RAYZEN • REFLEXX • REGI B2B MARK WITH A K • RICK & JAMES 80'S PARTY • ROSE RINGED • RUBEN DE RONDE • SAKYRA • SAMM • SARA LANDRY • SHANTI CELESTE • SOTA • STUK • SUNNERY JAMES & RYAN MARCIANO • SUNNERY JAMES & RYAN MARCIANO & PHILOU LOUZOLO & AMÉMÉ • SWEDISH HOUSE MAFIA • TISOKI & OLIVERSE • TRINIX • TRYM • UNICORN ON K • UNSYN • USED • VAMPA • VANDAL • VIDO • VINTAGE CULTURE • W&W • WHISNU SANTIKA • WHOMADEWHO • WILKINSON • XIJARO & PITCH | Tomorrowland’s Great Library.          |